# Felix Bernstein
Felix Bernstein (Halle an der Saale, então Império Alemão, 24 de fevereiro de 1878 — Zurique, Suíça, 3 de dezembro de 1956) foi um matemático alemão, conhecido por desenvolver o teorema de Cantor-Bernstein-Schroeder.

## Biografia

### Juventude

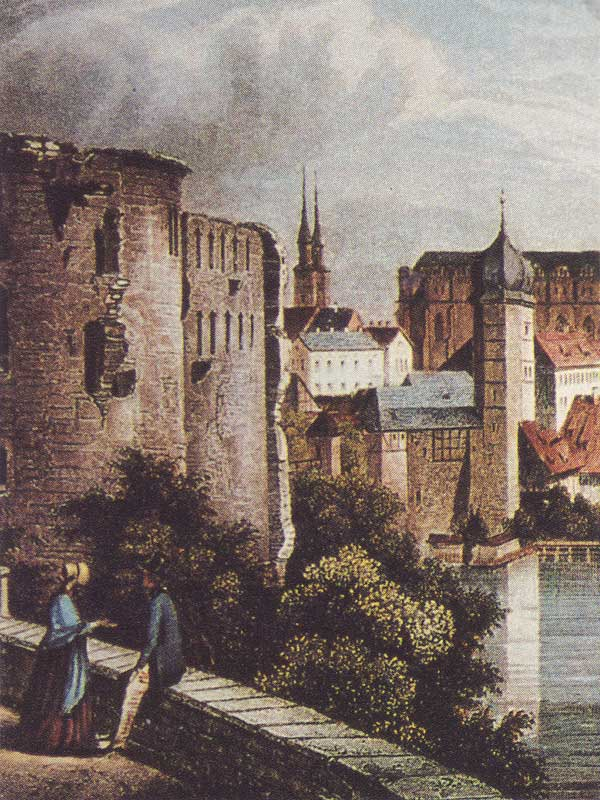
Halle, cidade natal de Felix.

Felix nasceu em uma família judaica que já era muito academicamente engajada. Seu pai, Julius Bernstein, era o chefe de fisiologia e diretor do Instituto de Estudos Fisiológicos na Universidade de Halle-Wittenberg e seu avô, Aron Bernstein, um escritor, cientista e jornalista político, autor de um livro de ciências que fascinou o próprio Albert Einstein a tal ponto que ele decidiu desistir de ser um violinista para tornar-se um cientista. Algo similar aconteceu na vida de Felix, que contrariou as aspirações de sua mãe — uma talentosa pianista e compositora — de que ele se tornasse um músico (e por isso o tenha nomeado "Felix", em homenagem ao compositor Felix Mendelssohn) e jamais se interessou por música, embora gostasse de pintura e escultura. Bernstein passou sua infância e juventude na mesma cidade onde nasceu, Halle an der Saale, onde então era o Império Alemão, hoje a maior cidade do estado da Saxônia-Anhalt, na Alemanha.
Incentivado por seu avô em seu interesse nas ciências naturais, principalmente em fisiologia, Felix teve como professor o irmão de Paul du Bois-Reymond, Emil, e também o fisiologista Hermann von Helmholtz, famoso pelas suas contribuições à matemática do olho humano.
Quando já era um adolescente, Bernstein compareceu, enquanto cursava o ginásio em Halle, a um seminário de Georg Cantor na universidade da cidade. Foi neste seminário que foi introduzido prematuramente à teoria dos conjuntos, que viria a ser o tópico mais proeminente em sua pesquisa futura graças a esta introdução quando ainda era um assunto pouco abordado.
O início de realização da sua obra prima viria quando Cantor viajou em uma folga e deixou trabalho para que Felix, aos seus 18 anos, corrigisse. Analisando os teoremas do professor, Bernstein pensou em uma demonstração de teorema com o qual Cantor vinha lutando sem sucesso. Esta demonstração ficaria conhecida como o Teorema de Schröder-Bernstein e seria utilizada como uma peça central em toda a teoria dos conjuntos. Cantor ficou muito impressionado e informou seu colega, Émile Borel, sobre a descoberta do aprendiz. A demonstração chega a aparecer na publicação de Borel, Leçons sur la théorie des fonctions (1898). Uma demonstração independente foi publicada por um matemático chamado Friedrich Schröder, que continha um erro. Apesar disso, Schröder tem seu sobrenome no teorema até os dias de hoje. Independente de seu sucesso na descoberta do teorema, não era a intenção de Bernstein àquela época tornar-se um matemático e ele viajou para a comuna de Pisa, na Itália, para estudar na faculdade de Belas-Artes a filosofia, arqueologia e história. Contudo, matemáticos que ouviram elogios de Cantor sobre o trabalho de Felix no teorema convenceram-no a regressar e tornar-se um matemático. Concluiu, porém, seus estudos em Pisa e iniciou sua carreira matemática tendo aulas com Hilbert e Klein. Sua especificação veio quando escreveu "Untersuchungen aus der Mengenlehre", uma dissertação a respeito da teoria dos conjuntos que lhe tornou doutor em matemática pela Universidade de Göttingen em 1901.

### Vida acadêmica

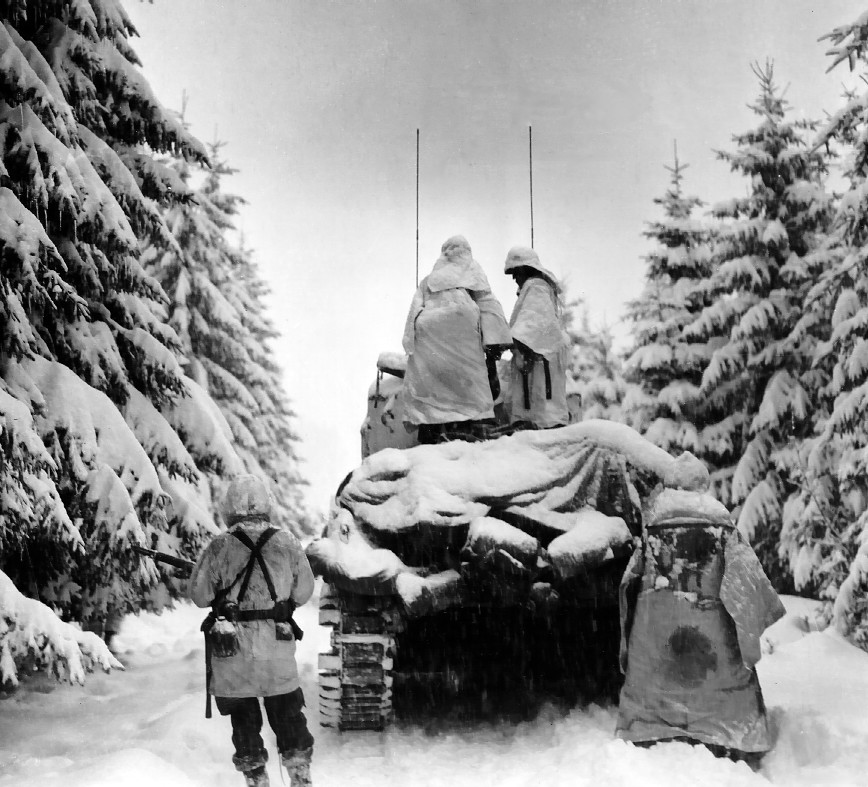
As duas guerras mundiais afetaram a vida de Bernstein. Com a segunda guerra, ele foi afastado de sua alma mater e sua produção acadêmica despencou.

Neste mesmo ano voltou para sua cidade natal e começou a lecionar matemática. Seus estudos tinham se ramificado e estudava fisiologia através das aulas de seu pai até sua aposentadoria em 1911. Sem as aulas, Felix no mesmo ano tentou o cargo de professor na Universidade de Göttingen e foi apontado como professor associado de matemática estatística. Foi por volta deste momento que iniciou-se a amizade duradoura que Bernstein tinha com Albert Einstein. Com a Primeira Guerra Mundial, o professor foi dispensado do serviço militar por licença médica, mas teve que contribuir para os esforços de guerra. Foi apontado como chefe do departamento de estatística do escritório de racionamento em Berlim e dalí em diante teve que focar em lecionar matemática aplicada e particularmente em questões práticas de ciências atuariais. Mesmo depois do fim da guerra, seguiu como funcionário público e aos 43 anos tornou-se comissário de finanças. Não desatinou de sua via acadêmica, porém, e em 1921 tornou-se um professor ordinário em Göttingen, o que firmava sua posição na universidade. Como resultado, o Instituto de Matemática Estatística foi fundado por ele. Bernstein era um acadêmico multidisciplinar, que mostrava interesse em diversos campos do conhecimento. Em 1922 mostrou a primeira amostra de seu interesse em genética, com a publicação de uma teoria sobre a hereditariedade do alcance da voz, a primeira sugestão de caracteres sexuais hereditários nos homens. Felix também abordou a hereditariedade dos tipos sanguíneos e o linkage genético. Suas contribuições, principalmente para este último item, eram muitas vezes matemáticas, propondo métodos de cálculo para os procedimentos de estudo científico. Suas proposições de cálculos sobre o linkage foram ultrapassadas pelos avanços de Ronald Fisher e pelos testes computadorizados.
Mesmo antes da instauração do Terceiro Reich, em 1928 Felix já comparecia aos Estados Unidos para trabalhar com epistemologia na Universidade de Harvard, onde teve várias posições temporárias como visitante e também para dar palestras sobre suas descobertas na matemática da genética. Contudo, em 30 de janeiro de 1933 o Partido Nacional-Socialista de Hitler anunciou as medidas legais que segregariam os não-arianos e especificamente os judeus no país. As exceções da lei trazida por Hitler deveriam tornar Bernstein isento, mas elas não foram cumpridas na prática e todos os judeus foram removidos de seus postos como funcionários públicos ou acadêmicos. Com isso, Felix emigrou junto com sua família para os Estados Unidos, apesar de não estar em tão boa condição econômica. Passaria a lecionar em diversas universidades como um convidado. A principal oferta vinha da da Universidade Columbia, de Nova Iorque, onde chegou a trabalhar como professor convidado pois um antropólogo lhe prometia fundos por um ano e então um cargo permanente, mas o acordo nunca foi cumprido e pelos anos de 1945 e 1946, já aos 68 anos, ele não teve apoio algum.
Foi palestrante convidado do Congresso Internacional de Matemáticos em Roma (1908: Über die axiomatische Einfachheit von Beweisen).

### Aposentadoria
Felix acabou por lecionar em diversas universidades dos Estados Unidos, incluindo a Columbia, Syracuse e Binghamton. Em seus últimos anos na Binghamton, então chamada "Universidade das Cidades Trigêmeas", Bernstein adoeceu e teve que ser substituído. Não havia programas de graduação naquela época, e Felix tinha que lecionar álgebra colegial, no máximo cálculo para primeiro e segundo ano, apesar da universidade estar no processo de resolver este problema. A intensa transição entre universidades depreciou completamente a produção acadêmica de Bernstein. Em seu tempo nos Estados Unidos, concentrou-se por um momento em problemas sociais e secretamente — temendo a possibilidade de represálias contra suas conexões na Alemanha — em encontrar cargos para outros cientistas europeus que tinham fugido da guerra para os EUA. Em 1948 Bernstein já tinha 70 anos e decidiu aposentar-se da carreira de professor, retornando para a Europa. Passou tempo em Roma e Freiburg, mas vinha para voltar a Göttingen onde foi apontado professor emérito.
Felix Bernstein morreu de câncer em Zurique, na Suíça, em 3 de dezembro de 1956.

## Legado

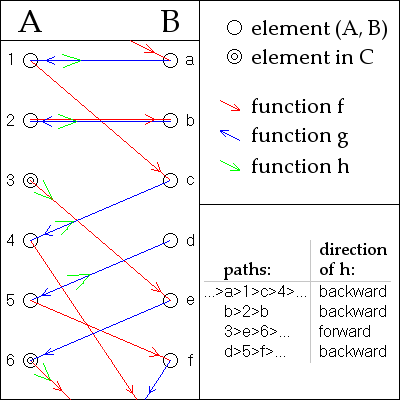
Esquematização do teorema de Bernstein.

A principal contribuição de Bernstein é o Teorema de Cantor-Bernstein-Schroeder, que explica: "Se cada um de dois conjuntos A e B são equivalentes a um subcojunto de cada um deles, então A é equivalente a B" É uma contribuição vital para a teoria dos conjuntos e o estudo dos números cardinais.
A maioria do trabalho de Bernstein pertence à matemática aplicada: estatística, biologia matemática, e às ciências atuariais. A pluralidade de assuntos abordados por ele surpreendia  com contribuições para a mecânica celestial, funções convexas, problemas isoperimétricos, equações diferenciais, a transformação de Laplace, teoria dos números, teoria matemática da genética, economia, antropologia, terapia da tuberculose, tempo de vida humano, mesura do envelhecimento do olho pela refração das lentes, idade e câncer.
Em 1954, dois anos antes da morte de Felix, Fisher escreveu para informar-lhe de sua eleição como um membro honorário da Sociedade Real de Estatística, da Inglaterra. No seu centenário, o Departamento de Ciências Matemáticas anunciou o "Fundo de Apoio Felix Bernstein", em honra de "seu trabalho pioneiro no desenvolvimento da teoria dos conjuntos, um mundialmente renomeado estatístico e um pioneiro no campo das genéticas populacionais."